# Camp d'aviació de Celrà
El Camp d'aviació de Celrà és un espai visitable construït al final de 1936 i que va ser un dels aeròdroms militar més importants a Catalunya durant la Guerra civil espanyola. Hi ha un itinerari senyalitzat al voltant del que va ser el camp d'aviació, on es poden apreciar, encara avui, diversos vestigis, com un búnquer, diversos refugis i la garita de vigilància. La visita d'aquest espai es pot complementar amb un espai museogràfic dedicat al camp d'aviació ubicat al Centre Cívic La Fàbrica, antic complex industrial de la fàbrica Pagans.

## Història
La construcció del camp s'inicia al final de 1936. Situat al pla de Celrà, ocupava una extensió d'1.263.945,78 m2, dels quals 274.184,19 m2 corresponien al municipi veí de Bordils. El camp va ser militarment operatiu pel Govern republicà des del primer trimestre de 1937 fins al febrer de 1939. Si bé en un principi tenia com a funció la vigilància de la costa gironina, per defensar-la dels atacs, tant per part de la flota franquista com de l'aviació italiana que tenia les bases a Mallorca, més endavant va arribar a ser la principal base a Catalunya dels bombarders Katiusca, que sortien de Celrà per anar a bombardejar objectius militars del front d'Aragó, l'illa de Mallorca, de manera especial durant la batalla de l'Ebre, i ja més tard objectius a la Catalunya ocupada per les tropes franquistes.
També va servir, a l'inici, com a escola de vols nocturns. Complia també funcions de centre de reentrenament dels pilots que havien obtingut el títol i estaven a l'espera que se’ls donés un destí. Al final de 1937 es va instal·lar a Celrà un taller per al muntatge dels avions russos Polikarpov I-16 (coneguts com a Mosca), i un cop aquests eren engalzats els traslladaven al camp per fer-hi les proves de vol. Com que el camp era un objectiu militar important, durant els anys del funcionament va ser objecte de deu bombardeigs, que a més de les destrosses materials també van tenir un cost en vides humanes.

## Espais relacionats
Podeu visitar també altres espais de memòria en terres gironines, des de museus a espais commemoratius, així com rutes i itineraris de memòria. En destaquen les propostes vinculades amb l'exili, com ara el Museu Memorial de l'Exili, a la Jonquera; al coll de Belitres; a Portbou, el Memorial de l'Exili, i a la mateixa població, la ruta Walter Benjamin. Finalment, es poden fer les rutes de la Retirada i Camins de l'Exili, que recorren les poblacions de l'Alt Empordà, que són les que van tenir més rellevància en el moment del gran èxode republicà. D'altra banda, també es poden visitar espais relacionats amb la Guerra Civil i la repressió franquista a Girona o el Parvulari Republicà a Palamós. A Celrà podreu gaudir, també, de diversos itineraris, aplegats en la col·lecció Caminant per Celrà, que recorren el patrimoni natural, cultural, històric i monumental de la població.